# Agung
Il monte Agung, o Gunung Agung, è uno stratovulcano attivo dell'isola di Bali, in Indonesia, della quale costituisce il punto più elevato.

## Descrizione
La montagna ha una forma conica molto regolare e simmetrica, una caratteristica comune degli stratovulcani. Le pendici basse del vulcano ospitano aree densamente popolate e coltivate, grazie alla naturale fertilità dei suoli vulcanici, con un milione di persone che vivono nel raggio di 30 chilometri dal vulcano.
Lungo i suoi versanti, alla quota di circa 1 000 metri sorge uno dei templi principali dell'isola di Bali, il tempio madre di Besakih, ed il Gunung Agung è considerato una replica del mitico monte Meru, l'asse centrale dell'universo nella cosmologia induista e buddhista.

## Attività vulcanica
Nel tardo olocene, periodi di maggiore attività esplosiva si sono alternati a periodi di bassa attività, in modo simile a quanto avviene in altri vulcani posti in zone di subduzione.
Solo poche eruzioni sono state registrate in tempi storici, a partire dall'inizio del XIX secolo.
Sono segnalate 4 fasi eruttive:
- 1808, emissione di grossi quantitativi di pomice e cenere vulcanica, VEI 2;
- 1821, nessuna informazione di dettaglio disponibile, VEI 2;
- 1843, eruzione preceduta da attività sismica, con emissione di colonne di cenere, sabbia vulcanica e pomice, VEI 5;
- 1963, due fasi parossistiche principali in marzo e maggio, VEI 5[1][3].

La lava emessa ha composizione andesitica o andesitico-basaltica.

## Eruzione del 1963

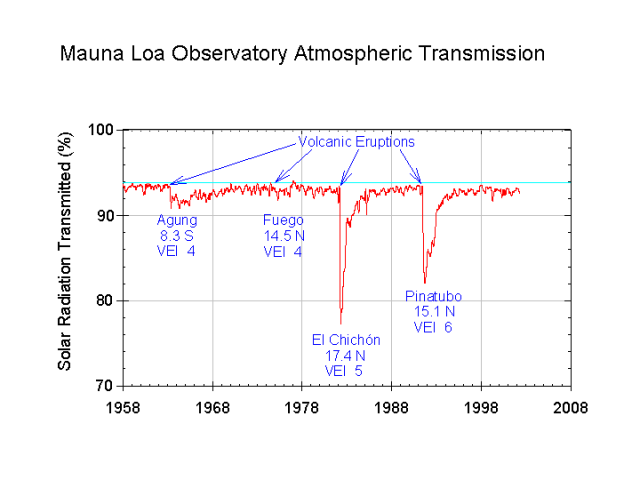
Riduzione della radiazione solare a causa degli aerosol vulcanici. Tra gli eventi individuati l'eruzione dell'Agung nel 1963

Particolarmente violenta è stata quella del 1963, una delle più significative del XX secolo in Indonesia, sia a causa della sua esplosività che dell'impatto climatico a breve termine, derivante dell'elevata quantità di anidride solforosa emessa.
Questa eruzione produsse una voluminosa ricaduta di ceneri, insieme a flussi piroclastici devastanti e lahar che causarono danni estesi e molte vittime. 
Si stima che vennero emessi 280 milioni di metri cubi di materiali vulcanici. Le vittime furono 1 148 e i feriti 296. La mortalità fu causata da flussi piroclastici (820 persone), bombe vulcaniche e ricadute di cenere (163 persone), lahar (165 persone). L'eruzione proseguì per 11 mesi
.
In quell'occasione, la colata lavica mancò di pochi metri il tempio di Besakih, evento che fu ritenuto miracoloso dai Balinesi.

## Eruzione del 2017

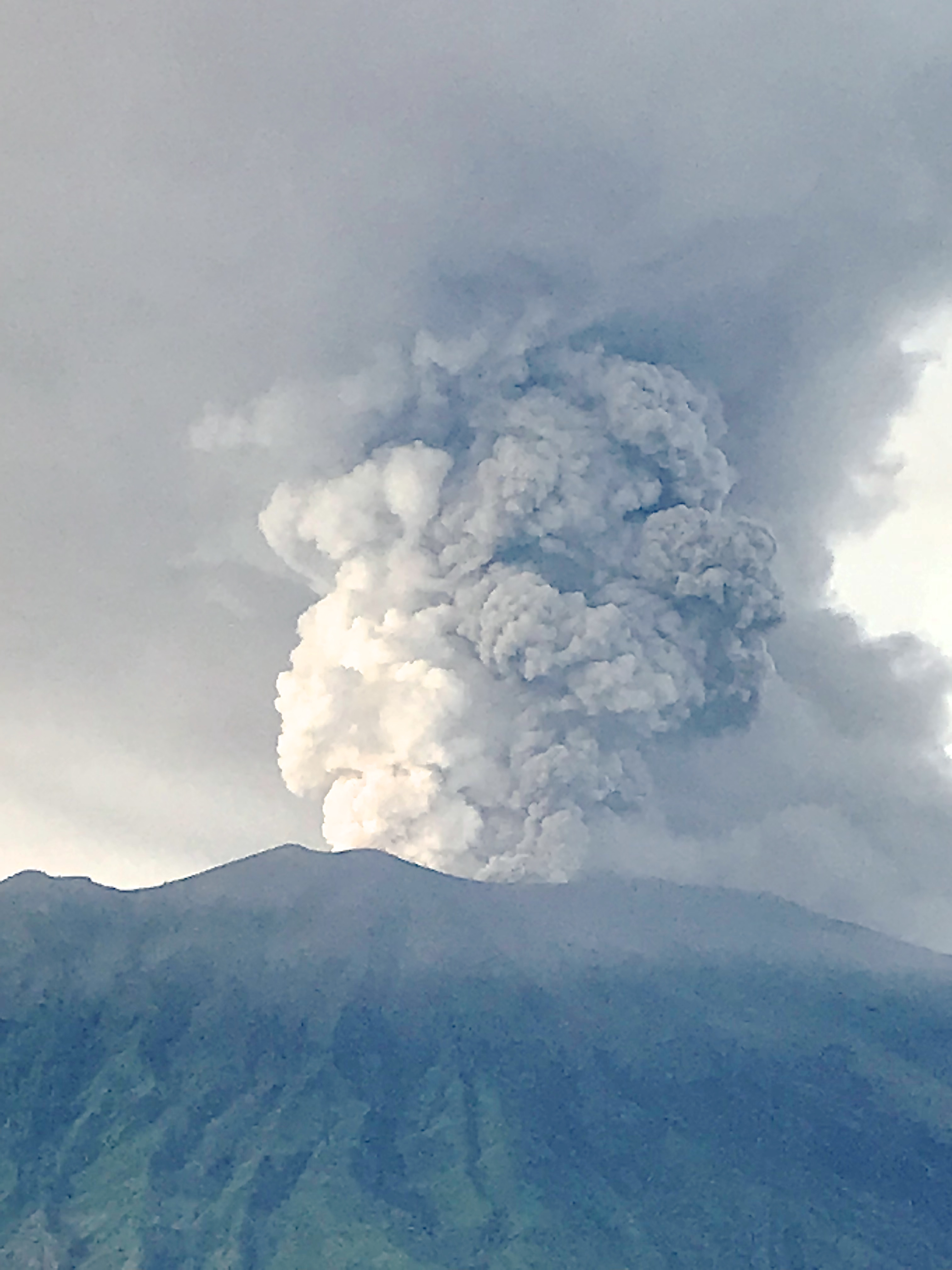
Dettaglio delle due colonne eruttive, distinguibili dalla differente colorazione

Nel 2017 è cominciata una nuova fase eruttiva, si è avuta una limitata eruzione freatica il 21 novembre con la nube di ceneri che si è elevata per 700 metri.
Dal rapporto del PVMBG 
il 25 novembre, dopo un significativo aumento del numero di terremoti, si è osservata una colonna eruttiva alta 1,5 chilometri, con ricadute di ceneri nelle aree di Pempatan e Temukus. Complessivamente 21 voli sono stati cancellati.
Il giorno successivo la colonna eruttiva era alta 4 chilometri, con esplosioni udibili nel raggio di 12 km. Il codice di allerta per l'aviazione è stato elevato da arancione a rosso. I satelliti hanno rilevato emissioni di anidride solforosa da 1 000 a 2 000 tonnellate/giorno.
Si è avuta una ricaduta di ceneri in molte aree, fino a raggiungere alcuni villaggi nel'area di Gianyar, 20 km OSO dal vulcano.
L'aeroporto internazionale di Lombok è stato chiuso nelle due giornate del  26 e 27 novembre.
Il 27 novembre e le zone di esclusione sono state estese a un raggio di 8 km e a 10 km in direzione NNE, SE, S e SO.
Basandosi sui dati satellitari, il VAAC (Volcanic Ash Advisory Center) di Darwin ha segnalato che le emissioni raggiungevano i 9 000 metri (30 000 piedi) di quota. Le immagini e i video disponibili mostrano due colonne di ceneri, una bianca e una grigia, ad indicare due bocche eruttive.
Il 28 novembre il numero di sfollati è salito a 38 678, distribuiti in 225 centri di evacuazione, ulteriormente incrementati a 70 079 il 10 dicembre. L'aeroporto internazionale di Ngurah Rai è stato riaperto il 29 novembre, dopo che il codice di allerta per l'aviazione è stato abbassato ad arancione
.
L'eruzione prosegue nelle settimane successive, con emissioni di colonne di cenere ed esplosioni segnalate il giorno 8, 11, e 12 dicembre. Lahar sono stati osservati a partire dal 21 novembre, e sono continuati nel mese di dicembre.
L'allerta vulcanica rimane a livello 4, il massimo previsto, e le zone di esclusione rimangono immutate.

## Rischio vulcanico
Sulla base dei dati disponibili è stata elaborata una carta del rischio vulcanico, che in caso di eruzione, delinea le aree che potrebbero essere colpite da lahar e colate piroclasiche. Inoltre con cerchi concentrici, sono state individuate le aree a rischio di ricaduta di proietti vulcanici.
Sono state individuate 3 zone di rischio: 
- rischio elevato, area rossa e raggio di 6 chilometri;
- rischio moderato, area rosa e raggio di 9 chilometri;
- rischio basso, area gialla e raggio di 12 chilometri[3][9].